# Válvula motorizada
Las válvulas son los instrumentos de control más esenciales que pueden existir en la industria gracias a su diseño y materiales, ya que las válvulas pueden abrir y cerrar, conectar y desconectar, regular, modular o aislar líquidos y gases.
Según la Real Academia Española una válvula es: ''Mecanismo que regula el flujo de la comunicación entre dos partes de una máquina o sistema.''
Normalmente, una válvula consta de dos partes; la parte motriz o actuador y el cuerpo.
Cuando decimos actuador, nos referimos a un accionador o motor, ya sea neumático, eléctrico o hidráulico. Aunque normalmente, son más utilizados los dos primeros mencionados por ser las más sencillas y de rápidas actuaciones.
En cuanto al cuerpo, posee un obturador o tapón (encargado de controlar la cantidad de fluido que circula por la válvula), los asientos del mismo y otros accesorios.
Existen numerosos tipos de válvula motorizada como las válvulas de compuerta, válvulas de globo, válvulas de bola, válvulas de mariposa, válvulas de apriete, válvulas de diafragma, válvulas de macho, válvulas de antirretorno y válvulas de desahogo.
Gran cantidad de los sistemas de flujos de vapores y líquidos como calderas, las válvulas son protagonistas y que sin ellas el proceso no funcionaria correctamente.

## Diseño

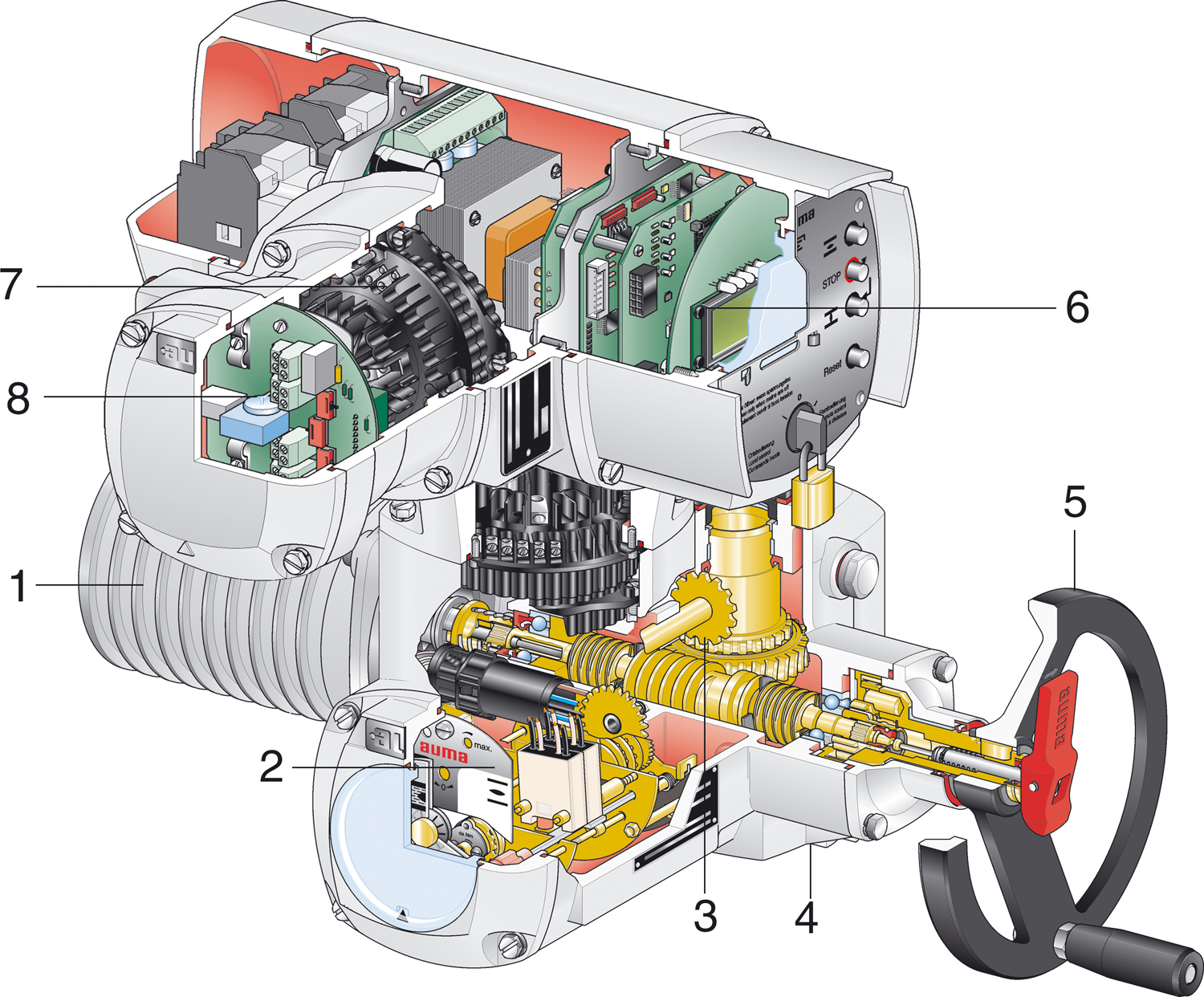
Electric multi-turn actuator with controls

### Motor (1)
Usualmente se utiliza un motor asíncrono trifásico como actuador, aunque también puede ser un motor monofásico de corriente alterna o continua. Este motor está específicamente adaptado para la actuación de la válvula proveyendo un torque alto necesario para operar una válvula atascada. El motor también está diseñado para operar en condiciones ambientales extremas. El motor no está diseñado para una operación continua.

### Sensor de torque y límite (2)
Se provee un sensor de límite para actuar cuando la posición de final de carrera se ha alcanzado. El sensor de torque mide el torque en la válvula. Cuando se excede el torque máximo se señaliza esta condición. Los actuadores a menudo están equipados con un sensor de posición el cual indica la posición actual de la válvula.

### Engranaje (3)
Los engranajes son un tipo de ruedas que disponen de unos “dientes” (los elementos salientes) que encajan entre sí. Por ello, las ruedas motrices arrastran a las otras conducidas o arrastradas.
La condición para que las ruedas encajen y se muevan correctamente es que tengan los mismos parámetros o dimensiones en el diente.
Son sistemas que permiten transmitir grandes potencias a ejes próximos, paralelos, perpendiculares o oblicuos, según su diseño. 
Frecuentemente es del tipo tornillo sinfín con la finalidad de reducir la alta velocidad de salida del motor eléctrico. También puede ser una cuerda o un percutor o también de carbón.

### Válvula (4)
La válvula consiste en dos elementos: Primero; El acoplamiento usado para conectar firmemente el actuador a la válvula. Entre mayor sea el torque a ser aplicado a la válvula más robusto deberá ser este acoplamiento. Segundo; El eje de salida que transmite el torque del actuador al eje de la válvula.
El diseño y las dimensiones estándar del montaje del acoplamiento y el eje está definido por el estándar EN ISO 5210 para actuadores multi-vuelta o EN ISO 5211 actuadores parciales. El diseño de la interfase de la válvula esta generalmente basado en la norma DIN 3358.

### Operación manual (5)
La mayoría de las válvulas motorizadas están equipadas con una manivela para operar la válvula manualmente en caso de puesta en marcha o en caso de una falla eléctrica. La manivela no se debe operar cuando el motor eléctrico está funcionando.

### Control del actuador (6)
El actuador se debe controlar a través de un control externo que puede llegar a ser un PLC. Algunos actuadores poseen controles integrados para ser controlados con señales de baja potencia.

### Conexión eléctrica (7)
Los cables de alimentación y los cable de control se utilizan para alimentar y controlar las señales del actuador. Las terminales pueden ser del tipo atornillable o puede estar provisto de un conector.

### Conexión Bus de Campo (8)
La tecnología Bus de campo es utilizada para transmitir los datos de la válvula como su posición, lo que simplifica la instalación y operación de máquinas industriales utilizados en los procesos de producción.